# Денисенко Вадим Ігорович
Денисенко Вадим Ігорович (нар. 7 квітня 1974, Київ) — журналіст, бізнесмен, народний депутат України, держслужбовець, колишній радник голови Міністерства внутрішніх справ, виконавчий директор Українського інституту майбутнього та радник командувача Української добровольчої армії Дмитра Яроша з інформаційних питань.

## Освіта
1997 — закінчив Київський університет імені Т. Шевченка, спеціалізація «українська мова і література».
1998 — закінчив факультет Гуманітарних наук Києво-Могилянської академії.
2003 — захистив кандидатську в НАН України за темою «Творчість М. Йогансена в контексті української сміхової модерністської прози».
Доктор історичних наук (дисертація про створення авторитарного режиму Віктора Януковича, співзасновник Еспресо TV, співавтор книги про наріжні закони функціонування політики «Політики не брешуть».
Автор монографії «Модерн як поле експерименту» та двох збірок оповідань: «У пошуках банальних істин» та «Кілька історій про кохання».

### Трудова і політична діяльність
2004 — головний редактор газети «Первая Крымская».
2006–2013 — головний редактор тижневика «Коментарі».
2013–2014 — засновник і головний редактор Еспресо TV.
з 2014  року — народний депутат України, член Комітету з питань правової політики та правосуддя. Представник Кабінету Міністрів України у Верховній Раді.
Народний депутат України 8-го скликання з листопада 2014 до серпень 2019 р., член депутатської фракції Політичної партії «Блок Петра Порошенка».
з 2016 року — виконавчий директор Українського інституту майбутнього.
Кандидат у народні депутати від партії «Сила і честь» на парламентських виборах 2019 року, № 15 у списку. Безпартійний.

## Сім'я
Розлучений, виховує двох синів.

## Скандальні заяви
У серпні 2023 року політик виклав у соцмережі скандальну пропозицію, щоб кордон після завершення війни був закритим для чоловіків ще протягом трьох років. Денисенко заявив, що любить подорожувати світом, проте виступає за те, щоб заборону виїзду чоловікам продовжили й після закінчення воєнного стану. Пізніше виявилося, що 18-річний син самого Вадима Денисенка живе за кордоном.